# Hysterocrates gigas
Hysterocrates gigas är en spindelart som beskrevs av Pocock 1897. Hysterocrates gigas ingår i släktet Hysterocrates och familjen fågelspindlar.
Artens utbredningsområde är Kamerun. Inga underarter finns listade i Catalogue of Life.